# 김민정 (사격 선수)
김민정(金珉靜, 1997년 3월 26일~)은 대한민국의 사격 선수로 주 종목은 권총이다. 올림픽에 2회 참가했으며 2020년 하계 올림픽 25m 권총 종목에서 은메달을 획득했다.